# Кшижан, Корла Божидар

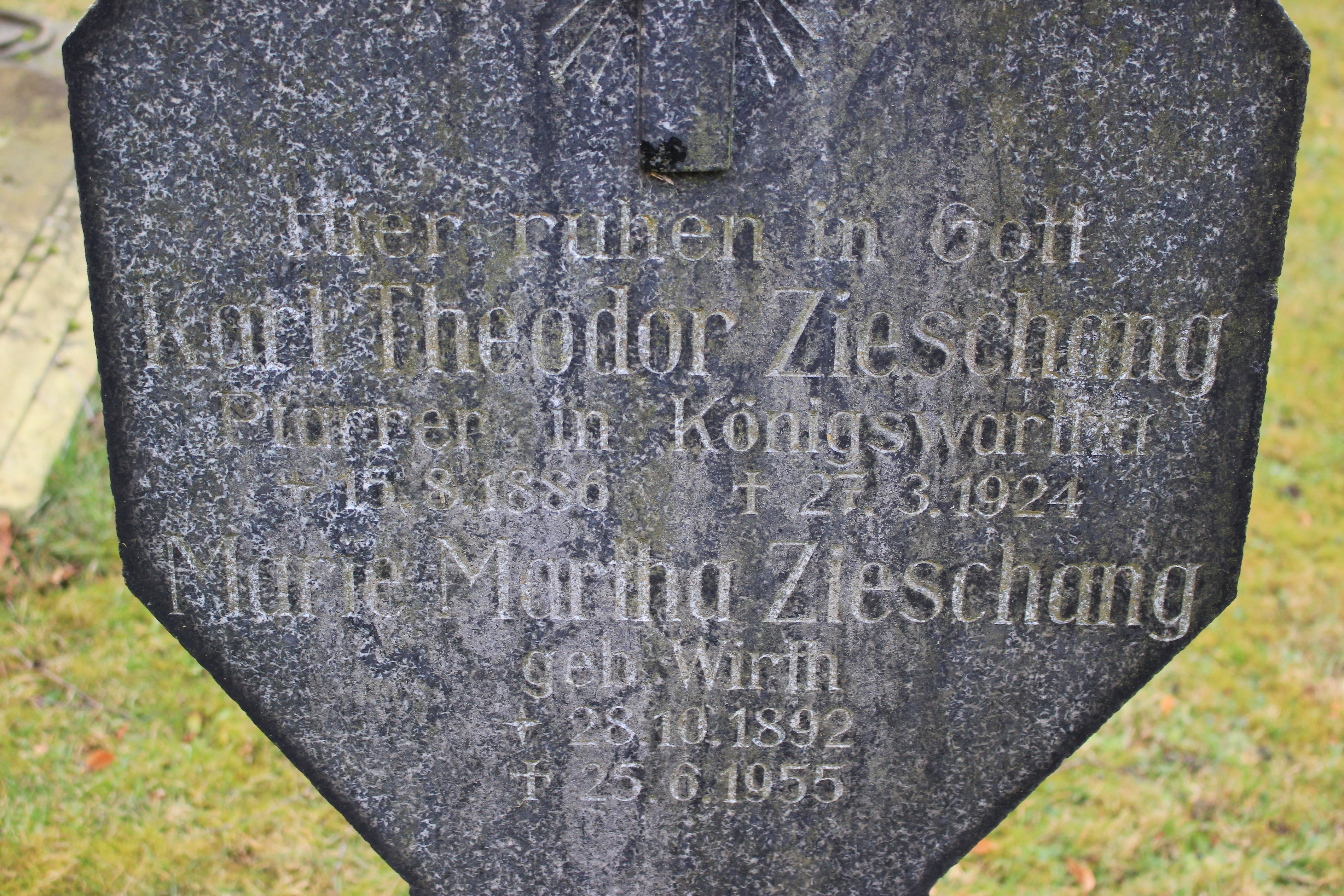
Могильный памятник, кладбище в селе Ракецы

Ко́рла Бо́жидар Кши́жан, немецкий вариант — Карл Теодор Цишанг, (в.-луж. Korla Božidar Křižan, нем. Karl Theodor Zieschang, 15 августа 1886 года, деревня Годжий, Лужица, Саксония — 27 марта 1824 года, деревня Ракецы, Лужица, Германия) — лютеранский священнослужитель, лужицкий писатель и поэт. Младший брат серболужицкого писателя Ян Кшижан.
Родился в 1886 году в серболужицкой деревне Годжий в семье землевладельца Петра Вильгельма Кшижана. Его родственником был лютеранский настоятель, писатель и долголетний председатель серболужицкой культурно-просветительской организации «Матица сербо-лужицкая» Ян Павол Кшижан. Обучался в гимназии в Будишине, по окончании которой изучал философию и лютеранское богословие в Лейпциге.
С 1911 по 1913 года — викарий и с 1913 по 1917 года — настоятель лютеранского прихода в Гучине. В 1914 году вступил в серболужицкую культурно-просветительскую организацию «Матица сербо-лужицкая». С 1917 года до своей кончины в 1924 году — настоятель в Ракецах.
Публиковал свои прозаические и стихотворные произведения в журнале «Pomhaj Bóh».
Похоронен на кладбище деревни Ракецы.